# Міста Гондурасу

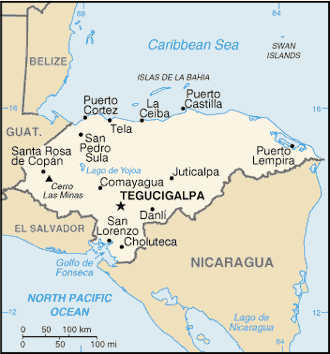
Мапа Гондурасу

До списку міст Гондурасу включені найбільші населені міста країни.
У Гватемалі налічується понад 40 міст із населенням більше 2 тисяч мешканців. 1 місто має населення понад 1 мільйон, 1 місто - населення понад 500 тисяч, 6 міст — населення від 100 до 500 тисяч, 9 — від 50 до 100 тисяч.
Нижче перелічено 17 найбільших міст із населенням понад 50 тисяч
| Назва               | Населення (2020) |
| ------------------- | ---------------- |
| Тегусігальпа        | 1 157 744        |
| Сан-Педро-Сула      | 760 182          |
| Чолома              | 227 535          |
| Ла-Сейба            | 205 775          |
| Віллануева          | 153 773          |
| Ель-Прогресо        | 148 756          |
| Комаягуа            | 117 750          |
| Чолутека            | 111 777          |
| Пуерто-Кортес       | 91 971           |
| Данлі               | 88 722           |
| Сігуатепеке         | 87 303           |
| Хутікальпа          | 82 789           |
| Токоа               | 72 847           |
| Оланчіто            | 67 680           |
| Катакамас           | 59 992           |
| Санта-Роса-де-Копан | 57 825           |
| Тела                | 55 754           |

## Інші міста
- Арісона
- Грасіас
- Йоро
- Коксен-Хоул
- Ла-Пас
- Накаоме
- Пуерто-Лемпіра
- Санта-Барбара
- Трухільйо
- Юскаран